# GröschlerHaus

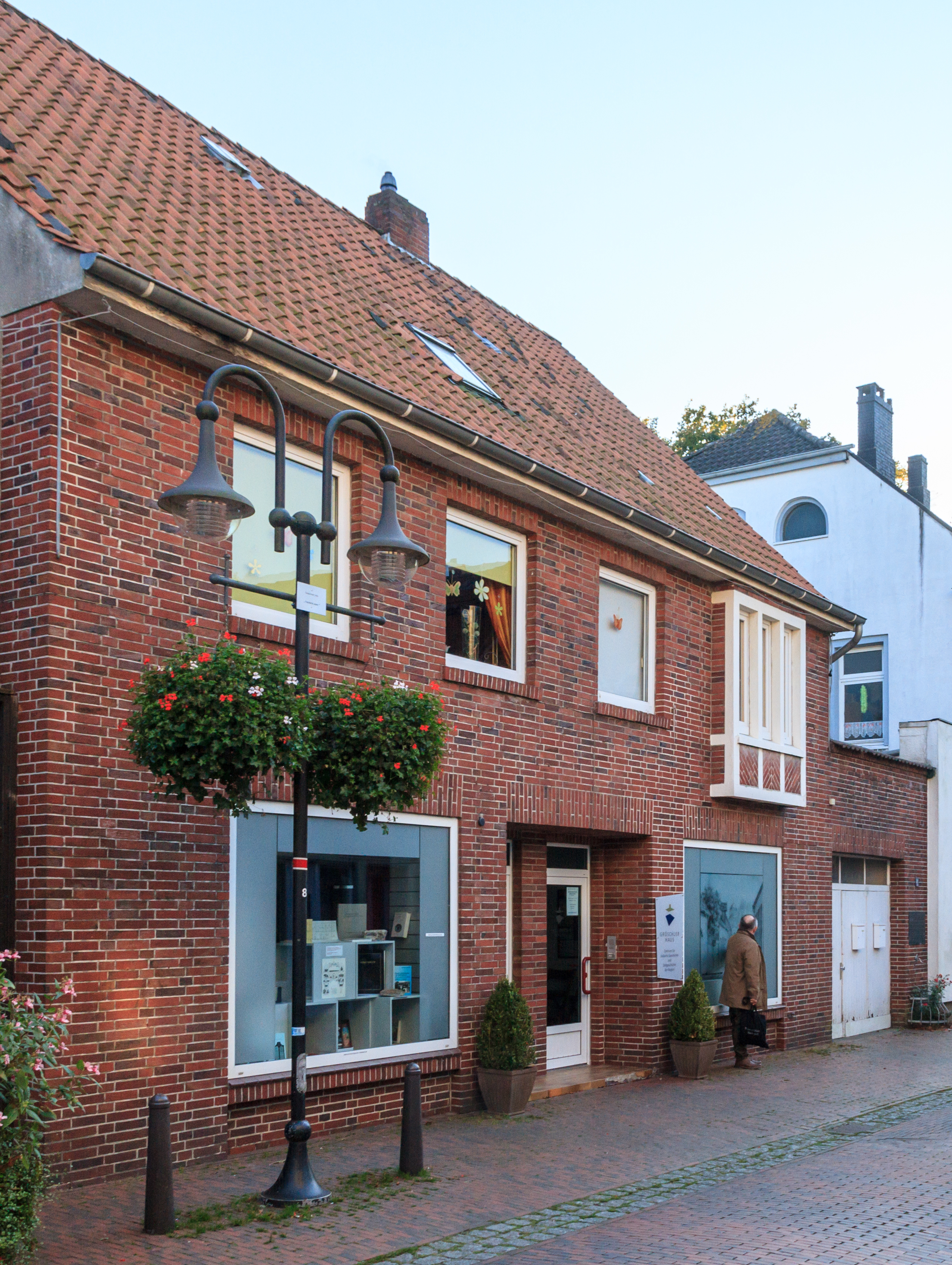
Das Gröschlerhaus in Jever

Das GröschlerHaus – Zentrum für Jüdische Geschichte und Zeitgeschichte der Region ist ein außerschulischer Lernort in der Kreisstadt Jever. Es steht auf den Grundmauern der von örtlichen Nationalsozialisten niedergebrannten Synagoge, der dazugehörigen Mikwe sowie der jüdischen Schule von Jever.

## Name
Das GröschlerHaus erinnert mit seiner Namensgebung an Hermann und Julius Gröschler. Die beiden Brüder waren die letzten Vorsteher der jeverschen Synagogengemeinde und wurden von den Nationalsozialisten in den Konzentrationslagern Bergen-Belsen und Auschwitz ermordet.

## Organisation
Träger des GröschlerHauses ist der Zweckverband Schlossmuseum Jever, zu dem sich der Landkreis Friesland, die Stadt Jever und der Altertums- und Heimatverein im Jahre 1991 zusammenschlossen. Geschäftsführerin ist Antje Sander. Mitglieder des Arbeitskreises GröschlerHaus im Jeverländischen Altertums- und Heimatverein betreuen die Einrichtung ehrenamtlich.

## Konzeption
Das GröschlerHaus versteht sich selbst als „Zentrum für Jüdische Geschichte und Zeitgeschichte der Region Friesland / Wilhelmshaven“. Auf 140 Quadratmetern Fläche im Erdgeschoss zeigt der Arbeitskreis auf 54 Tafeln eine Ausstellung „Zur Geschichte der Juden Jevers“. Die Tafeln hatte der Arbeitskreis „Juden in Jever“ 1984 für eine Schau erstellt. Zuletzt waren sie 2006 in der Stadtkirche zu sehen. Sie sollen nur übergangsweise gezeigt und bald überarbeitet werden. Im Rahmen einer Führung sind auch die Reste der Mikwe sowie des Lehrraums der jüdischen Schule zugänglich. Weitere Ausstellungen, Themenabende zur Geschichte der jüdischen Gemeinde und der NS-Herrschaft in Jever sowie Schülerprojekte ergänzen das Angebot. Dafür stehen Video- und Hörstationen, PC-Arbeitsplätze, eine audiovisuelle Präsentationswand und eine Mediathek zur Verfügung.

## Baugeschichte

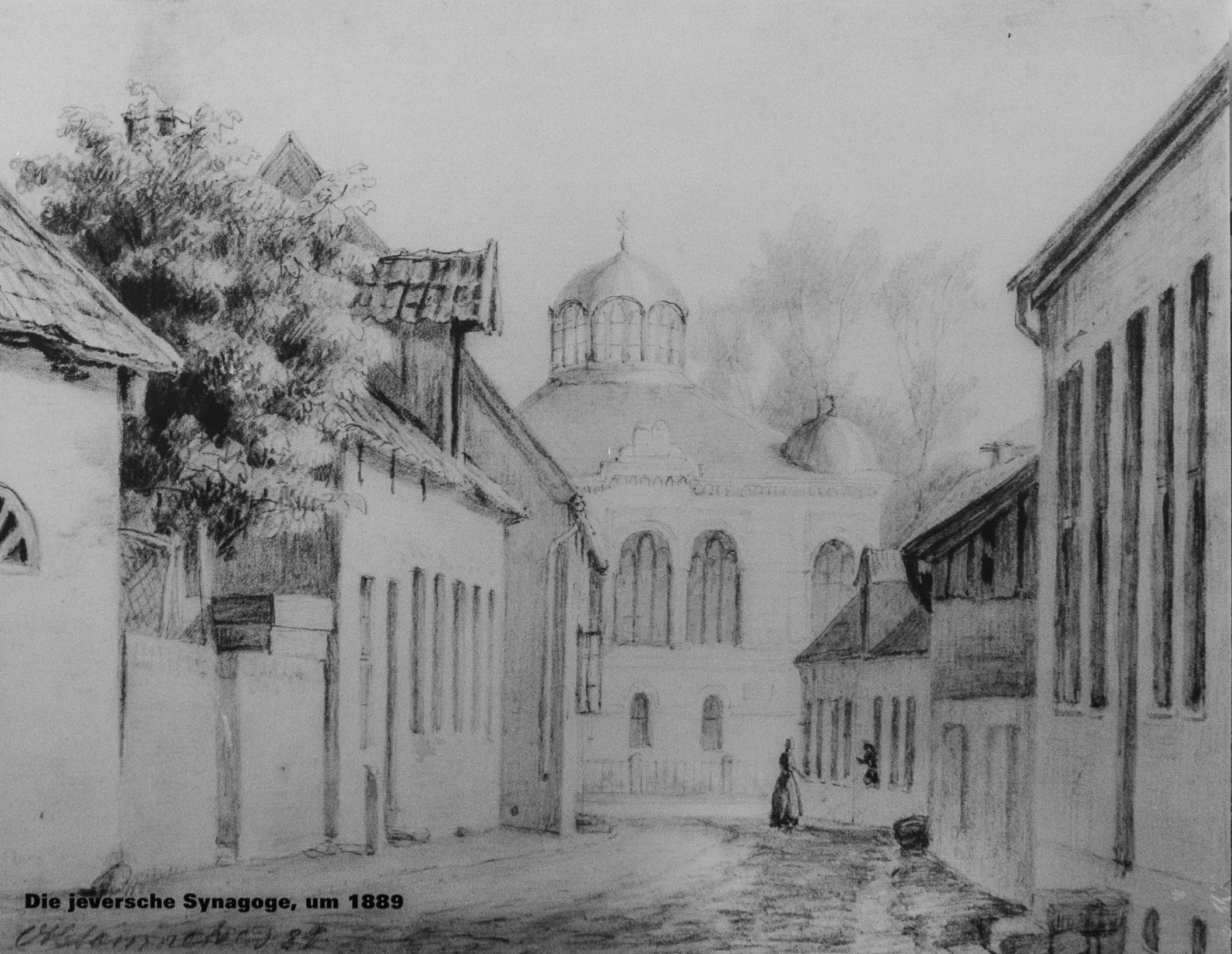
Die Jeversche Synagoge um 1889. Zeichnung im Schaufenster des GröschlerHaus.

Die jeverschen Juden versuchten seit 1725, einen Betraum einzurichten. Diesen verwehrte ihnen die Landesherrschaft bis Ende des 18. Jahrhunderts. 1779 konnte die Judenschaft schließlich ihre erste Synagoge in einer dafür umgebauten Scheune einweihen.
Um 1800 konnte die Gemeinde dann das Grundstück an der Großen Wasserpfortstraße erwerben. 1802 errichtete sie dort ein neues Synagogengebäude. Dafür war die Gemeinde auf die finanzielle Unterstützung der Landesverwaltung angewiesen. Diese stellte ein Darlehen von 1.000 Reichstalern zur Verfügung. Nach 1825 drohte der Verlust des Gebäudes, da die Gemeinde nicht mehr in der Lage war, ihre Schulden zu zahlen. Dieser Zustand änderte sich erst 1832/33, nachdem die Gemeinde eine Schenkung eines jüdischen Kaufmanns erhielt. 1842 konnte die Synagoge nach Gewährung eines staatlichen Darlehens saniert werden.
Ende des 19. Jahrhunderts war die Synagoge zu klein für die jeversche Gemeinde. 1880 ließ diese das Gebäude abbrechen und an gleicher Stelle einen Neubau mit maurischer Glaskuppel errichten. Für diesen Bau gewährte der Großherzog von Oldenburg einen Zuschuss und der Bürgermeister von Jever legte den Grundstein. Die Synagoge galt nach ihrer Einweihung, zu der auch der oldenburgische Kultusminister anreiste, als „stilvollste des Oldenburger Landes“. An den Feierlichkeiten zur Eröffnung nahmen am 25. November 1880 einige hundert christliche Einwohner teil.
In der Zeit des Nationalsozialismus warfen Unbekannte mehrfach die Scheiben ein. Die Gemeinde war zu arm, um diese zu reparieren, so dass zeitweise kein Gottesdienst abgehalten werden konnte. In der Nacht vom 9. November auf den 10. November 1938 ließen örtliche Nationalsozialisten die Synagoge während der Novemberpogrome ab 4 Uhr niederbrennen. Die vorab informierte Feuerwehr beschränkte ihre Tätigkeit auf die Sicherung der Nachbargebäude. Von der Synagoge blieb eine Ruine. Im Jahre 1939 kaufte ein Bauunternehmer das Grundstück und ließ die Ruine abbrechen.

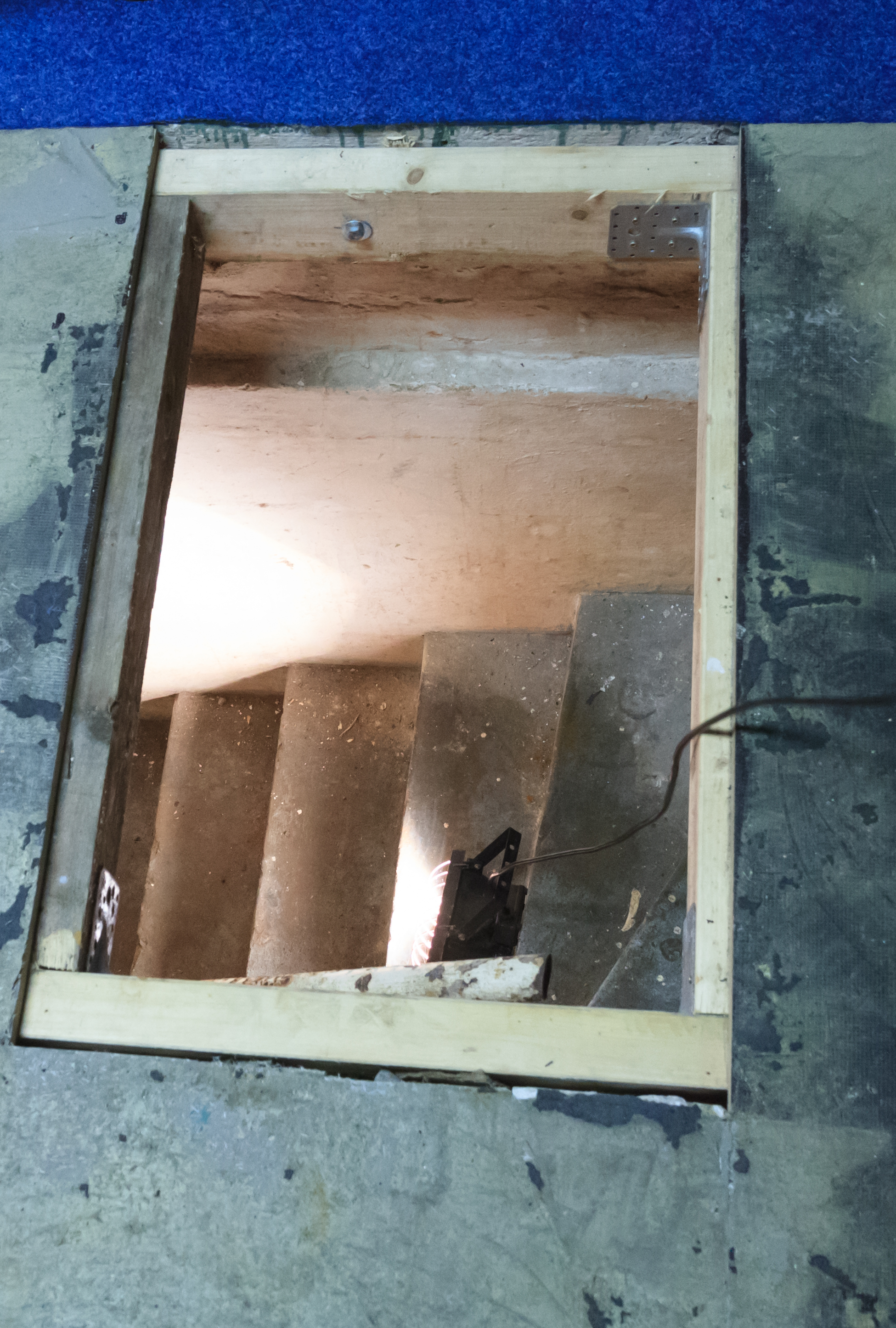
Treppe zur Mikwe

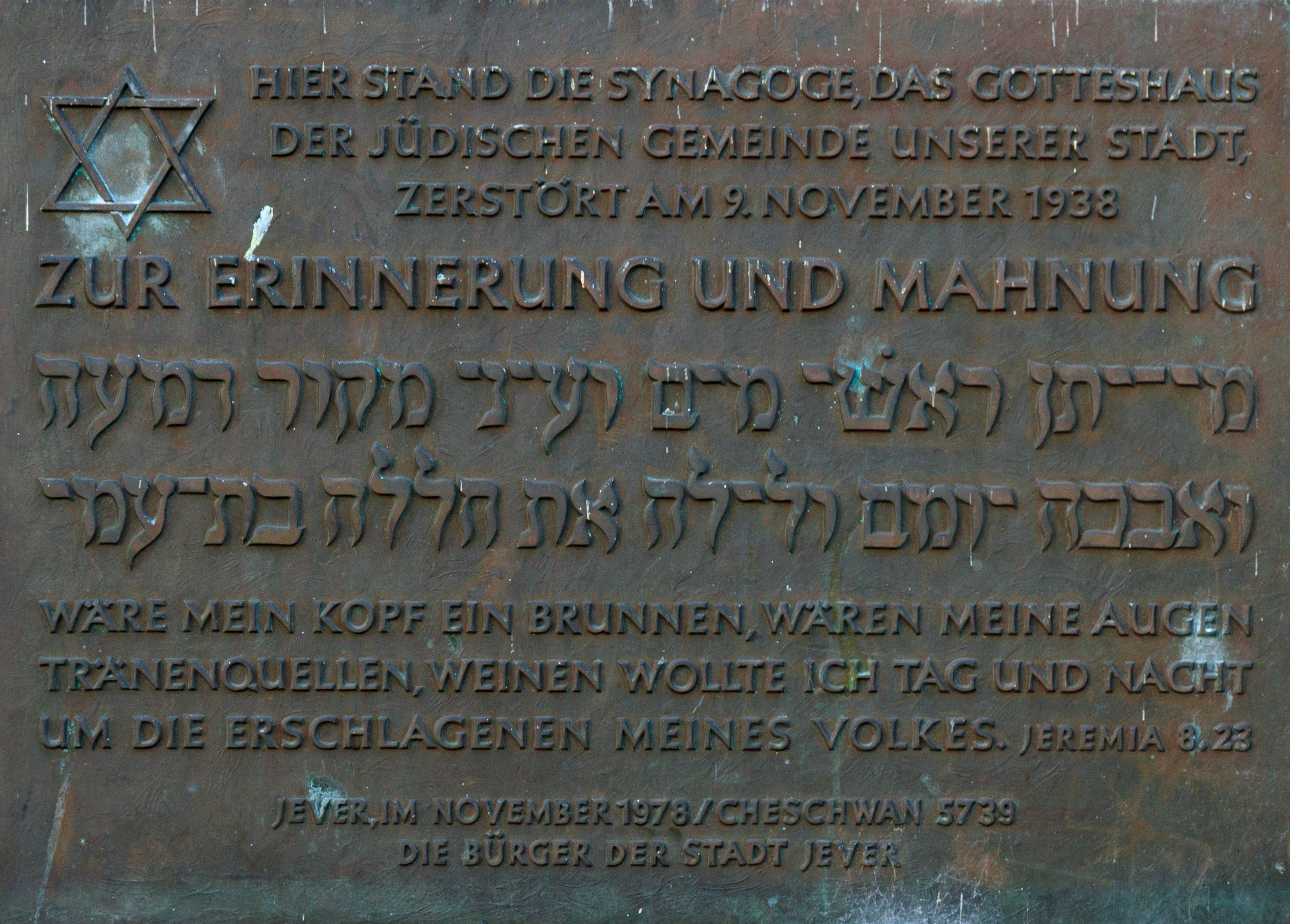
Gedenktafel von 1978

Im Jahre 1953 ließ der Klempnermeister Kurt Knorr auf den Grundmauern ein Geschäftshaus auf Klinkern errichten. Die erhaltenen Kellergewölbe mit den Resten der Mikwe ließ er dabei nicht verfüllen oder abreißen, sondern einfach überbauen. Knorr nutzte die Räumlichkeiten anschließend teilweise selbst und vermietete andere Gebäudeteile an einen Buch- und Schreibwarenhandel. Dass an dem Ort einst die Synagoge stand, war nicht mehr zu erkennen, bis 1978 eine Gedenktafel am Hause Wasserpfortstraße 19 angebracht wurde. Nach der Schließung des Buch- und Schreibwarenladens mietete der Zweckverband Schlossmuseum im Frühjahr 2014 schließlich die Räumlichkeiten im Erdgeschoss zunächst für ein Jahr und eröffnete dort in Zusammenarbeit mit dem Arbeitskreis „Juden in Jever“ am 28. September 2014 das „GröschlerHaus“.
Nach rund sieben Monaten Umbau und Sanierung wurde die Informationsstätte am 15. April 2018 mit der Sonderausstellung „80 Jahre nach dem NSPogrom – die Synagoge von Jever und ihre Zerstörung im Jahre 1938“ wieder eröffnet. Die umfassende Sanierung kostete insgesamt rund 180.000 Euro, die mit Hilfe der „Hanna und Elfriede Heeren Stiftung“ sowie dem EU-Förderprogramm „Leader Nordseemarschen“ aufgebracht wurden.
Bei der Gebäudesanierung wurden weitere Fragmente der alten Synagoge sichtbar gemacht. So wurden im Erdgeschoss und im angrenzenden Hof die Grundrisse der Synagoge nachgezeichnet, um die Größe der Synagoge sichtbar zu machen. Die ehemalige Mikwe im Keller ist durch im Boden eingelassene Glasscheiben einsehbar. Eine Vitrine zeigt beim Umbau gefundene Artefakte wie Bodenfliesen, Gesimse und verkohlte Holzreste. Der erhaltengebliebene Schulanbau ist ebenfalls Bestandteil der Ausstellung. In der Sonderausstellung zur Neueröffnung wird zudem eine Schriftrolle, die seit dem 18. Jahrhundert im Thoraschrein der jeverschen Synagoge aufbewahrt wurde, präsentiert. Sie überstand die Zeit des Nationalsozialismus und gelangte in den Besitz der Jüdischen Gemeinde in Oldenburg. Diese stellte sie dem Arbeitskreis GröschlerHaus für die Zeit der Sonderausstellung zur Verfügung.

## Ehrungen
Im Januar 2017 wurde das Forscher-Duo Hartmut Peters und Volker Landig vom Arbeitskreis GröschlerHaus im Jeverländischen Altertums- und Heimatverein mit dem German Jewish History Award der amerikanischen Obermayer-Stiftung ausgezeichnet. Die Verleihung erfolgte im Berliner Abgeordnetenhaus und würdigte damit ihre Verdienste um die Erforschung der jüdischen Vergangenheit von Jever und bei der Gründung des Gröschler-Hauses in Jever. Der Obermayer Award, den der deutschstämmige Jude Arthur S. Obermayer (1931–2016) ins Leben gerufen hat, ist die höchste Auszeichnung für Deutsche, die herausragende Beiträge zur Bewahrung des Gedenkens an die jüdische Vergangenheit geleistet haben.